# Mieczysław Wiśniowski
Mieczysław Teofil Józef Wiśniowski (ur. 4 maja 1910 w Porażu, zm. wiosna 1940 w Charkowie) – doktor wszechnauk lekarskich, lekarz, podporucznik lekarz rezerwy Wojska Polskiego, ofiara zbrodni katyńskiej.

## Życiorys
Urodził się 4 maja 1910 w Porażu jako syn Michała (nauczyciel, zm. przed 1921) i Marii z domu Kruczek. Miał braci Kazimierza i Tadeusza.
W 1929 ukończył Gimnazjum Męskie w Sanoku (w jego klasie byli m.in. Adam Bieniasz, Stanisław Gerstmann, Norbert Ramer, Lidia Sembratowicz, Eugeniusz Duda, Ryszard Linscheid - dwaj ostatni to także ofiary zbrodni katyńskiej). Ukończył medycynę na Wydziale Lekarskim Uniwersytetu Jana Kazimierza we Lwowie uzyskując tytuł naukowy doktora wszechnauk lekarskich. Podczas studiów na początku lat 30. działał w Polskiej Korporacji Akademickiej „Obotritia” (w tym jako sekretarz i wiceprezes). Jako lekarz pracował w sanockim szpitalu oraz we Lwowie.
W 1936 ukończył Szkołę Podchorążych Rezerwy Sanitarnych w Warszawie. Został mianowany do stopnia podporucznika w 1938. Otrzymał przydział do 6 Szpitala Okręgowego.
Po wybuchu II wojny światowej i agresji ZSRR na Polskę z 17 września 1939 w nieznanych okolicznościach wzięty do niewoli sowieckiej. Przebywał w obozie w Starobielsku. 24 kwietnia 1940 został wywieziony z obozu (informację przekazał ocalały z Kozielska, Otto Bisanz) do Charkowa i rozstrzelany przez funkcjonariuszy Obwodowego Zarządu NKWD w Charkowie oraz pracowników NKWD przybyłych z Moskwy na mocy decyzji Biura Politycznego KC WKP(b) z 5 marca 1940. Pogrzebano go potajemnie w bezimiennej mogile zbiorowej w Piatichatkach, gdzie od 17 czerwca 2000 mieści się oficjalnie Cmentarz Ofiar Totalitaryzmu w Charkowie. Figuruje na Liście Starobielskiej NKWD, pod poz. 420.
Jego żoną była Irena.

## Upamiętnienie
Podczas „Jubileuszowego Zjazdu Koleżeńskiego b. Wychowanków Gimnazjum Męskiego w Sanoku w 70-lecie pierwszej Matury” 21 czerwca 1958 nazwisko Mieczysława Wiśniowskiego zostało wymienione w apelu poległych w obronie Ojczyzny w latach 1939-1945 oraz na ustanowionej w budynku gimnazjum tablicy pamiątkowej poświęconej poległym i pomordowanym absolwentom gimnazjum.
5 października 2007 minister obrony narodowej Aleksander Szczygło mianował go pośmiertnie na stopień porucznika. Awans został ogłoszony 10 listopada 2007 w Warszawie, w trakcie uroczystości „Katyń Pamiętamy – Uczcijmy Pamięć Bohaterów”. 